# Плосковусач бронзовий
Плосковуса́ч бро́нзовий (лат. Callidium aeneum De Geer, 1775 = Callidium aurichalcium Gmelin, 1790 = Callidium cognatum Laicharting, 1784 = Callidium dilatatum Paykull, 1800 = Callidium venosum Eschscherich, 1818 = Callidium viridans Gmelin, 1790 = Callidium viride Schönherr, 1817) — вид жуків з родини вусачів.

## Поширення
C. aeneum — західно-палерктичний вид в палеарктичному зооґеографічному комплексі. Ареал охоплює Європу та значну частину Північної Азії. В регіоні Українських Карпат зустрічається порівняно рідко. 

## Екологія
Як і інші види роду Плосковусач, квітів не відвідує, трапляється на стовбурах дерев, в купах дров на зрубах переважно у хвойних лісах. Личинка розвивається в деревині як хвойних, так і листяних порід дерев. 

## Морфологія

### Імаго
Довжина тіла коливається від 9 до 15 мм. Передньоспинка вкрита густими і дрібними цятками. Надкрила мають реберця, характерну поперечну складчасту скульптуру, як утворює комірчасту структуру у вигляді сіточки. Бічний край надкрил загнутий догори, розширений, епілеври надкрил відсутні. Забарвлення – буре, передньоспинка і надкрила бронзові, часто із зеленкуватим блиском.

### Личинка
Личинка характеризується чітко вираженими, округлими і випуклими вічками. Спинні мозолі черевця на передньому краї з поперечною боріздкою. Ноги короткі з гострим тонким кігтиком.

## Життєвий цикл
Розвиток триває два роки.

## Підвиди
1. Callidium aeneum aeneum (DeGeer, 1775) — поширений у Європі.
2. Callidium aeneum longipenne Plavilstshikov, 1940 — поширений у Західному Сибіру.